# Juillac (Gers)
Juillac (okzitanisch: Julhac) ist eine französische Gemeinde mit 116 Einwohnern (Stand: 1. Januar 2022) im Département Gers in der Region Okzitanien. Sie gehört zum Arrondissement Mirande und zum Gemeindeverband  Bastides et Vallons du Gers.

## Geografie
Die Gemeinde Juillac liegt am Südrand der Landschaft Armagnac, 40 Kilometer nördlich von Tarbes und 45 Kilometer südwestlich von Auch. Das Gelände im 7,49 km² großen Gemeindegebiet ist hauptsächlich durch flache Flusstäler geprägt. Im Westen markiert der mäandrierende Flusslauf des Arros die Gemeindegrenze, im Nordosten der Fluss Bouès. Wenige hundert Meter westlich des Bouès strömt der Laüs parallel nach Nordwesten und mündet schließlich an der Nordostgrenze der Gemeinde in den Bouès. Das Wasser aller Flüsse stammt vom Nordwestrand des Plateaus von Lannemezan; die Flüsse gehören sämtlich zum Einzugsgebiet des Adour. Zwischen Arros und Laüs schiebt sich von Süden her eine schmale Hügelkette, die eine maximale Höhe von 226 m über dem Meer erreicht, während das flache Land um die Flussläufe auf etwa 145 m über Meereshöhe liegt.
Juillac hat den Charakter einer Streusiedlung, bestehend aus zahlreichen Weilern und Einzelhöfen.
Die größten Weiler in der Gemeinde heißen:
| - Abeilhé 180 m - Bayle mit dem Friedhof 208 m - Bertranet 145 m - Hourtic 148 m - Carnaval 153 m - Clajac 140 m - Clément 156 m - Coaille mit der Kirche 149 m | - Dutertre 140 m - Faréou 142 m - Gaillet mit der Mairie 146 m - Garroussia 144 m - Gélion 210 m - Goudenne mit einem Flurkreuz 143 m - Hillat 171 m - Houat 137 m | - La Charrou 144 m - Lartigue 160 m - Lasserre 207 m - Le Bouè 143 m - Le Château 180 m - Le Nan 151 m - Le Pilot 141 m - Les Murailles169 m | - Loyot 140 m - Madette 144 m - Minic 143 m - Ninet 151 m - Panjas 202 m - Pâques 149 m - Pierrot 144 m - Toulet 156 m |

Umgeben wird Juillac von den Nachbargemeinden Beaumarchés im Norden, Tourdun im Nordosten, Marciac im Südosten und Süden, Armentieux im Südwesten sowie Ladevèze-Rivière im Westen.

## Bevölkerungsentwicklung
| Jahr      | 1962 | 1968 | 1975 | 1982 | 1990 | 1999 | 2006 | 2014 | 2021 |
| Einwohner | 149  | 130  | 119  | 139  | 134  | 121  | 111  | 122  | 117  |

Im Jahr 1841 wurde mit 426 Bewohnern die bisher höchste Einwohnerzahl ermittelt. Die Zahlen basieren auf den Daten von cassini.ehess und INSEE.

## Sehenswürdigkeiten

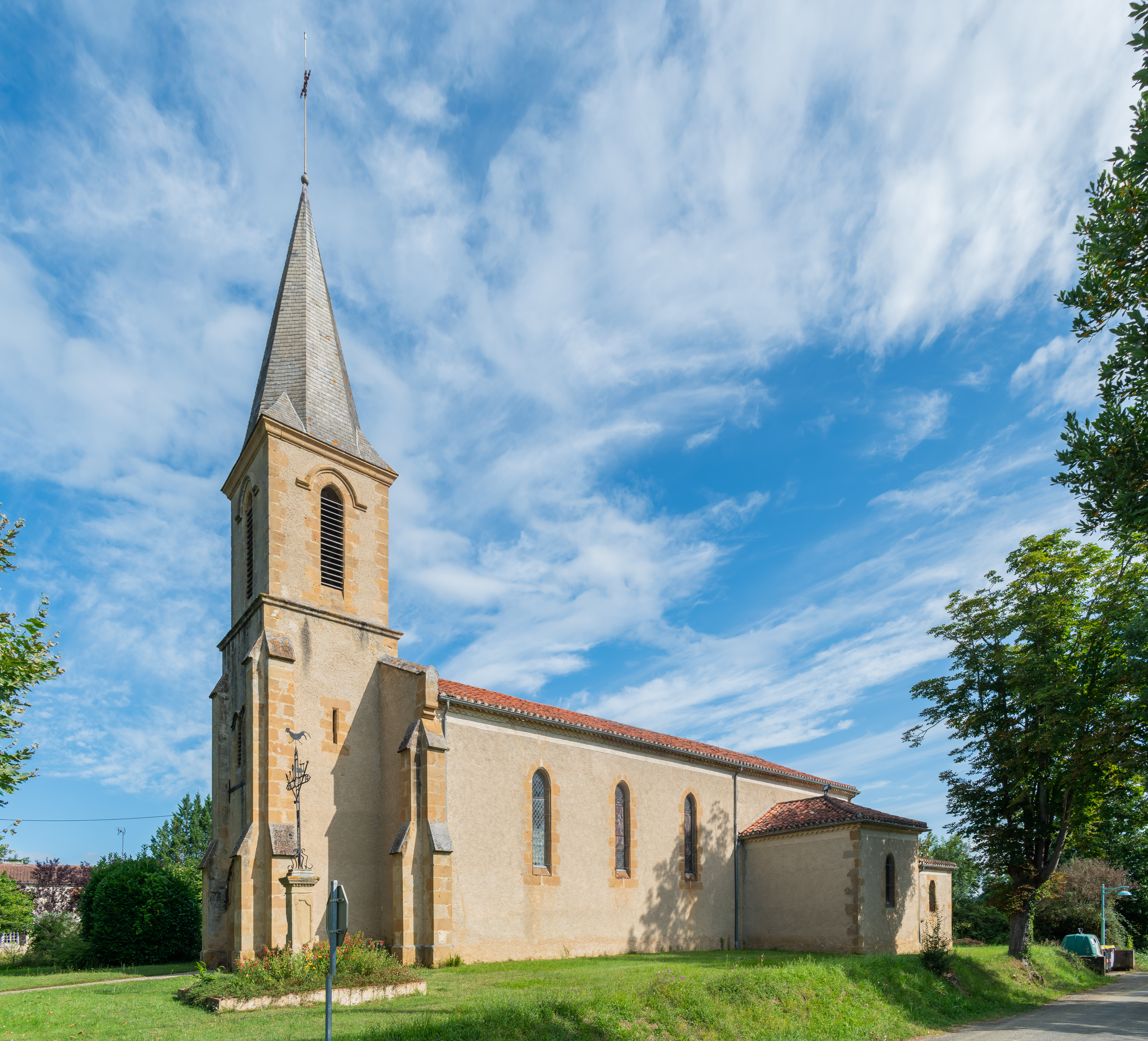
Kirche Saint-Nicolas
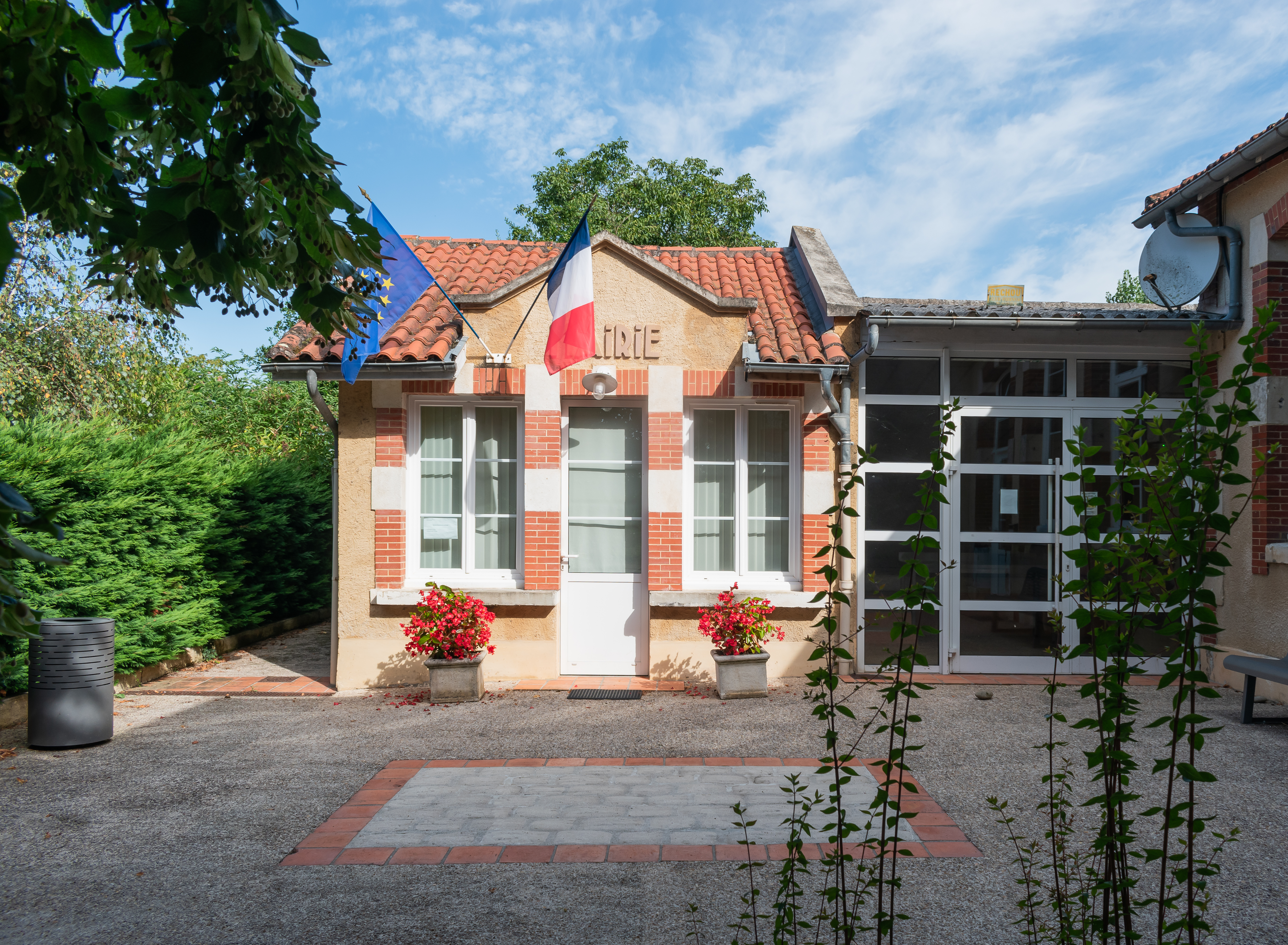
Flurkreuz

- Kirche Saint-Nicolas
- Rathaus Juillac

## Wirtschaft und Infrastruktur
In Juillac sind 20 Landwirtschaftsbetriebe ansässig (Getreideanbau, Rinderzucht, Milchviehhaltung).
Juillac liegt abseits der überregional wichtigen Verkehrsströme. Einige Kilometer östlich der Gemeinde führt die Fernstraße D 943  von Maubourguet nach Auch. 50 Kilometer westlich von Juillac besteht ein Anschluss an die Autoroute A65. Der Bahnhof in der 45 Kilometer entfernten Stadt Auch bietet Verbindungen nach Toulouse, Eauze, Vic-en-Bigorre und Bon-Encontre.

## Belege
1. ↑  Juillac auf cassini.ehess
2. ↑  Juillac auf INSEE
3. ↑  Landwirtschaftsbetriebe auf annuaire-mairie.fr